# Дірікон
Дірікон (нім. Dierikon) — громада  в Швейцарії в кантоні Люцерн, виборчий округ Люцерн-Ланд.

## Географія
Громада розташована на відстані близько 75 км на схід від Берна, 8 км на північний схід від Люцерна.
Дірікон має площу 2,8 км², з яких на 17,7% дозволяється будівництво (житлове та будівництво доріг), 57,8% використовуються в сільськогосподарських цілях, 22,4% зайнято лісами, 2,2% не є продуктивними (річки, льодовики або гори).

## Демографія
2019 року в громаді мешкало 1484 особи (+2,6% порівняно з 2010 роком), іноземців було 17,5%. Густота населення становила 534 осіб/км².
За віковим діапазоном населення розподілялося таким чином: 22,2% — особи молодші 20 років, 65,2% — особи у віці 20—64 років, 12,7% — особи у віці 65 років та старші. Було 605 помешкань (у середньому 2,4 особи в помешканні).
Із загальної кількості 2357 працюючих 32 було зайнятих в первинному секторі, 540 — в обробній промисловості, 1785 — в галузі послуг.